# 100倍ズーム
100倍ズーム（ひゃくばいズーム）またはスペースズームとは、韓国サムスンのスマートフォンに搭載されているズーム機能である。
2020年発売のGalaxy S20 Ultraで初搭載された。

## 主張
Galaxy S20 Ultraに搭載されている望遠カメラは画素数 約4,800万、センサーサイズ 1/2.0インチ、光学4倍、F3.5 であり、光学ズーム、デジタルズーム、AI処理を組み合わせて「高級コンデジに迫る」解像力を実現しているとされる。その高解像度は、天体望遠鏡を覗いた時のように月をきれいに撮影できると謳われた。

## 実態
スペースズームではAIによる補正により、細部が描き足されている。これは特に月の写真で顕著であり、画像処理でぼかした月の写真を撮影すると、元の写真に存在しないディテールが追加されてしまう。サムスンは、複数のフレームを取得して組み上げる超解像技術を用い、高度なAIが数多くの微細なディテールを評価・補正してそれを実現していると主張したが、単なるフレーム補正ではディテールの追加は発生し得ない。
2023年3月のThe Vergeの記事で紹介されたサムスンのブログによると、補正の段階で「高解像度の参考画像」と比較してディテールを強化し、画像を出力している。その結果、撮影された際には存在しなかったディテールが追加され、月の写真に重ねた灰色の四角形にも“月のテクスチャ”が表現される。
サムスンは、「本物の月の撮影行為と月の画像との間に起こる潜在的な混乱を軽減するために、シーンオプティマイザーを改善し続けています。」と主張しているが、ズーム（zoom）とは画像・映像の拡大・縮小であり、描き足しではない。The Vergeはその観点から“what is a photograph anyway?”（そもそも写真とは何か？）と問い掛け、記事を締め括っている。